# Hillsdale, Wyoming
Hillsdale är en ort (census-designated place) i Laramie County i sydöstra delen av den amerikanska delstaten Wyoming. Orten är belägen vid Union Pacifics järnvägslinje omkring 30 kilometer öster om delstatens huvudstad Cheyenne. Befolkningen uppgick till 47 personer vid 2010 års federala folkräkning.

## Historia
Orten uppstod som ett mindre stationssamhälle. Den är uppkallad efter lantmätaren Lathrop Hills, som var anställd av Union Pacific. Hills dödades i ett indiananfall 1867 i samband med en inspektionsrunda längs den planerade rutten för den transamerikanska järnvägen i närheten av nuvarande Hillsdale. Postkontoret öppnades 1881 och är fortfarande i drift.

## Kommunikationer
Orten har en järnvägsstation på Union Pacifics transkontinentala järnväg, som idag enbart används för godstrafik. Den stora öst-västliga motorvägen Interstate 80 passerar omkring 5 kilometer söder om orten.

## Kända invånare
- Ken Sailors (1921–2016), basketspelare, växte upp på en gård i närheten av Hillsdale.